# Oleśnica
Oleśnica (tysk Oels, ældre polsk navn: Olesznica) er en by i det sydvestlige Polen. Byen har omkring 37.000 indbyggere (2014), og den ligger i Voivodskabet Nedre Schlesien (polsk: Województwo dolnośląskie).

## Historie
Fra 1312 til 1884 var Oleśnica hovedstad i Hertugdømmet Oels (Fyrstendømmet Oels). I modsætning til andre tyske hertugdømmer blev Oels ikke en suveræn stat i 1648 I 1792-1884 var hertugdømmet i personalunion med Braunschweig. Efter den sidste hertugs død i 1884 blev hans besiddelser delt. Statsejendommene blev tildelt den preussiske kronprins som tronlen, mens hertugens private ejendom tilfaldt det sachsisske kongehus.